# Tirón
|  | Per a altres significats, vegeu «Bultaco Tirón». |

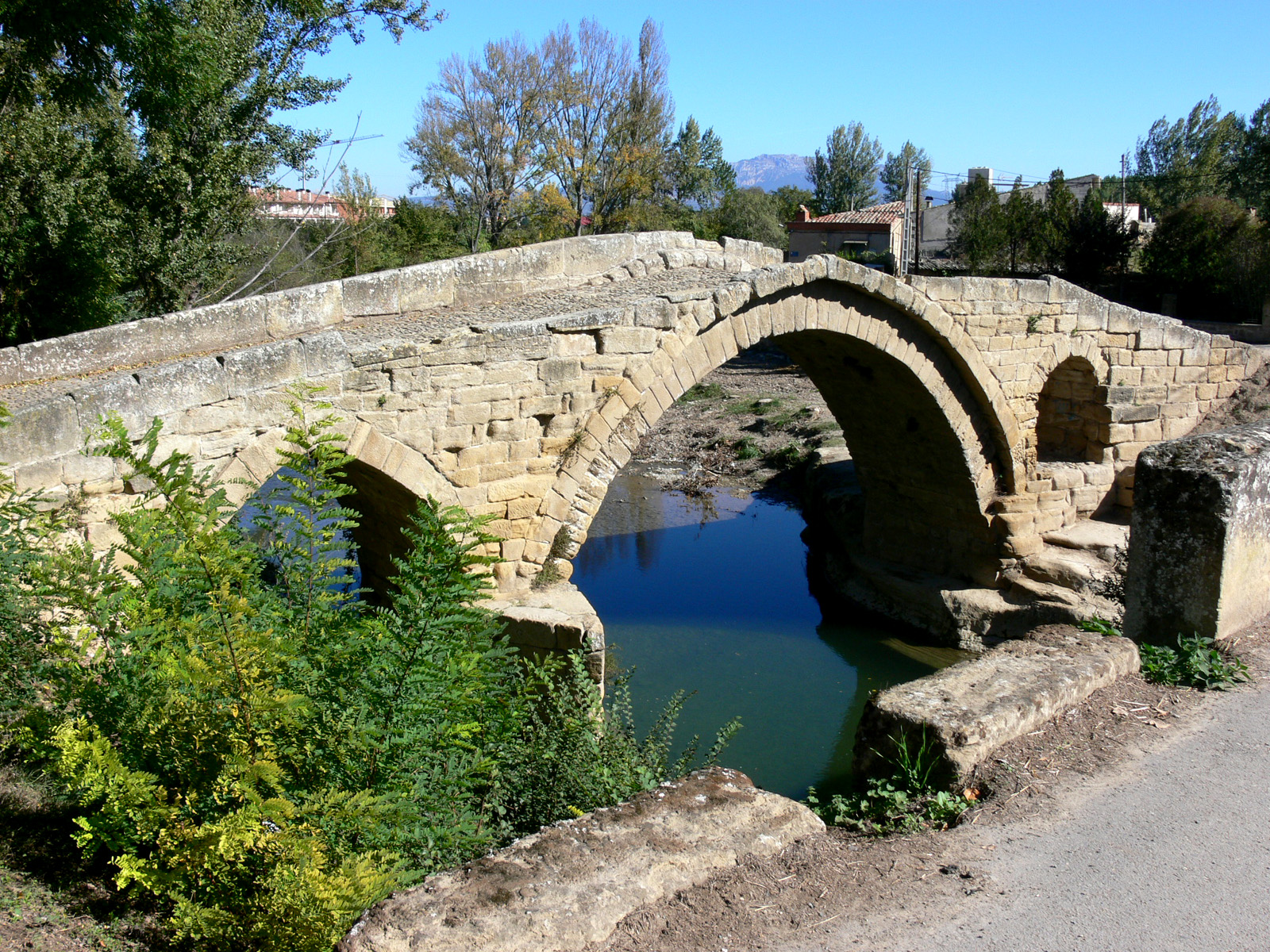
Pont romànic sobre el Tirón a Cihuri

El Tirón és un riu del centre-nord de la península Ibèrica que discorre per les províncies de La Rioja, Burgos i Castella i Lleó. Neix a la Serra de la Demanda. Té una longitud de 65 quilòmetres. L'afluent més llarg del Tirón és l'Oja, i aquell desemboca a l'Ebre al nord-est d'Haro. L'abril de 2015 feren treballs anti-erosió a Herramélluri amb un cost de 221.000 euros.